# União das Freguesias de Amares e Figueiredo
Die União das Freguesias de Amares e Figueiredo ist eine portugiesische Gemeinde (Freguesia) im Kreis (Concelho) Amares, Distrikt Braga, im Nordwesten Portugals.

## Geschichte
Die Gemeinde entstand im Zuge der Gebietsreform vom 29. September 2013 durch die Zusammenlegung der ehemaligen Gemeinden Amares und Figueiredo.
Amares wurde Sitz der neuen Verwaltung.

## Demographie

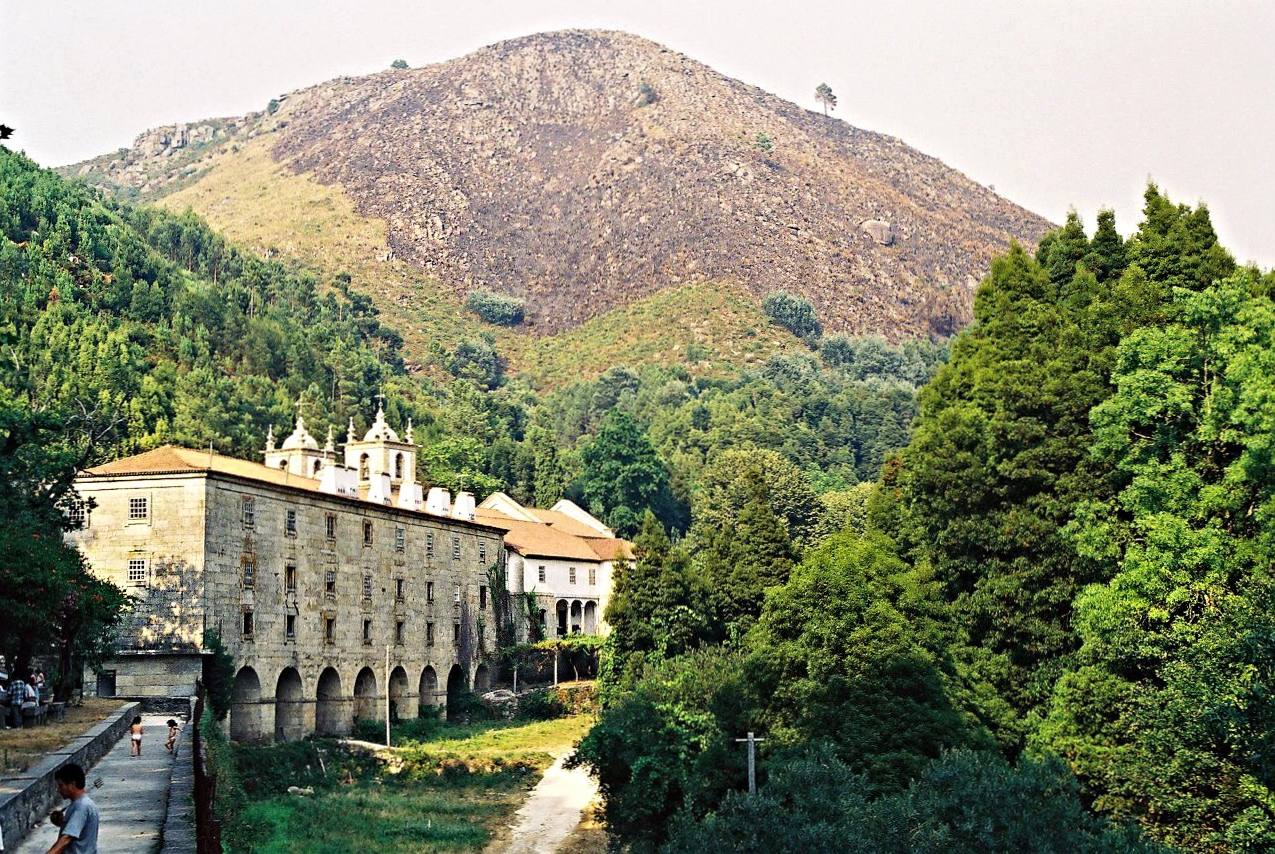
Santuário de Nossa Senhora da Abadia in Amares

| Freguesia | Freguesia           | Freguesia | Freguesia       | ehemalige Freguesias | ehemalige Freguesias | ehemalige Freguesias | ehemalige Freguesias |
| --------- | ------------------- | --------- | --------------- | -------------------- | -------------------- | -------------------- | -------------------- |
| Wappen    | Freguesia           | Einwohner | Fläche in (km²) | Wappen               | Freguesia            | Einwohner            | Fläche in (km²)      |
|           | Amares e Figueiredo | 2767      | 4,56            |                      | Amares               | 1551                 | 1,37                 |
|           | Amares e Figueiredo | 2767      | 4,56            | Figueiredo           | 1104                 | 3,19                 |                      |